# Stéfanos Tzímas
Stéfanos Tzímas (en grec moderne : Στέφανος Τζίμας), né le 6 janvier 2006 à Thessalonique en Grèce, est un footballeur grec qui évolue au poste d'avant-centre au FC Nuremberg, en prêt du Brighton & Hove Albion.

## Biographie

### En club
Né à Thessalonique en Grèce, Stéfanos Tzímas est formé par le club de sa ville natale, le PAOK Salonique. Il joue son premier match en professionnel le 10 janvier 2023 face au PS Kalamata, lors d'une rencontre de coupe de Grèce. Il entre en jeu à la place de Diego Biseswar lors de cette rencontre remportée sur le score de deux buts à zéro par son équipe.
Il est sacré champion de Grèce lors de la saison 2023-2024.
Le 27 juin 2024, Tzimas rejoint l'Allemagne afin de s'engager en faveur du FC Nuremberg sous la forme d'un prêt d'une saison. Le joueur était suivi par plusieurs clubs européens mais le club parvient à le faire venir grâce notamment à Miroslav Klose et le directeur sportif Olaf Rebbes.

### En sélection
De 2021 à 2022, il représente l'équipe de Grèce des moins de 17 ans, pour un total de onze apparitions, et six buts marqués, dont un triplé contre la Hongrie le 15 septembre 2022 (3-3 score final).
Stéfanos Tzímas joue son premier match avec l'équipe de Grèce espoirs le 22 mars 2024 contre la Biélorussie. Il est titularisé lors de cette rencontre perdue par son équipe (1-0 score final).

## Palmarès
PAOK Salonique
- Championnat de Grèce (1) :
  - Champion : 2023-2024.